# Dipterocarpus acutangulus
Dipterocarpus acutangulus là một loài thực vật có hoa trong họ Dầu. Loài này được Julien Joseph Vesque mô tả khoa học đầu tiên năm 1874.

## Phân bố
Loài bản địa miền nam Thái Lan, Malaysia (bán đảo và Borneo), Indonesia (Kalimantan) và Brunei. 